# Сан-Луис-Потоси (город)
Сан-Луи́с-Потоси́ (исп. San Luis Potosí; обычно просто Сан-Луис или СЛП) — город в Мексике, административный центр  одноимённого штата. Население — 1 085 000 человек (2005). Является самым густонаселённым городом штата. Город расположен на высоте 1850 метров над уровнем моря. Важнейшими отраслями экономики города являются автомобильная промышленность, торговля, туризм и высококачественные услуги[уточнить].

## История

### Доколониальный период
В доиспанские времена территория, которую сейчас занимает штат Сан-Луис-Потоси, включала две культурные области: Месоамерику и Аридоамерику. В то время как южные и восточные регионы штата занимали Отоми и Хуастекские королевства, северные и центрально-западные регионы, где сейчас расположен город Сан-Луис, населяли чичимеки. Чичимеки — это общее название для различных кочевых этнических групп, которые населяли северные окраины империи Ацтеков, то есть северную часть современной Мексики. Поскольку они были кочевыми народами, они не строили больших городов и не имели постоянных поселений, как большинство месоамериканских цивилизаций. Историки описывают их как очень воинственных людей, живущих в постоянных войнах между собой. У этих племен был разный язык, но их обычаи были схожими.
После прибытия испанских конкистадоров и их местных союзников на территорию, на которой сейчас расположена Мексика, потребовалось ещё около века для колонизации северных территорий в Аридоамерике. Когда поселенцы основали первые поселения в регионе в конце 16-го века, им приходилось бороться с постоянными нападениями со стороны племен Гуачичил. Будучи очень воинственными, эти племена нападали на торговцев, которые путешествовали в Сакатекас по новым маршрутам. Конкистадоры и религиозные миссионеры назвали место, где сейчас расположен Сан-Луис, «Эль Гран Туналь» (исп. El Gran Tunal).
В 1583 году была основана миссия монахов-францисканцев, а в 1592 году — шахта Серро-де-Сан-Педро. Долина, где располагалась эта золотодобывающая шахта, оказалась безводной, поэтому город был заложен неподалёку в соседней долине 3 ноября 1592 года. Благодаря усилиям Мигеля Кальдеры и брата Диего де ла Магдалена в 1589 году был достигнут мир между чичимеками и испанскими поселенцами, что положило конец Чичимекской войне.

### Колониальный период
В 1583 году, за девять лет до основания города, в этой зоне была развёрнута францисканская миссия. В начале 1592 года были обнаружены рудники на горе Сан-Педро (исп. Cerro de San Pedro). Недостаток воды на горе Сан-Педро не позволял создать новое поселение в этой конкретной области, а также надлежащим образом осуществлять добычу минералов. Неподалёку была долина, где вода была в изобилии. Это привело к созданию нового поселения, чтобы облегчить горнопромышленные работы. Правовые основы города Сан-Луис-Потоси были заложены 3 ноября 1592 года по уставу комиссии, созданной вице-королем Луисом де Веласко, врученному Мигелю Кальдере (считающемуся историческим основателем города) и Хуану де Оньяте.
Название Сан-Луис-Потоси происходит от имени французского короля Людовика IX Святого (San Luis Rey de Francia). Его же именем назван католический собор города. Потоси было добавлено в честь богатой боливийской шахты в этом городе. Люди верили, что в этой шахте так много золота, что можно было из него построить мост от Боливии до Испании. После этого в мексиканском местечке Серро-де-Сан-Педро, что недалеко от Сан-Луис-Потоси, было найдено так много золота, что его тут же сравнили с крупнейшими в мире серебряными рудниками Потоси (ныне в Боливии) и назвали город в честь этой шахты.

### Независимость
В 1823 году Сан-Луис-Потоси стал столицей одноимённого штата, а 17 октября 1826 года здесь была издана первая конституция штата. В июле 1825 года началось мощение улиц и установка фонарей. Также была основана первая типография. Во время французской интервенции в Мексику в 1863 году город служил временной столицей страны и резиденцией республиканского правительства Бенито Хуареса. 1 января 1866 года была открыта первая линия телеграфа. В 1888 году была открыта железная дорога из Мехико в Ларедо (штат Техас), которая прошла через Сан-Луис-Потоси. В 1883 году появилась телефонная связь. В 1890 году в городе появилось электрическое освещение.
План Сан-Луис-Потоси, объявленный 20 ноября 1910 года, стал началом мексиканской революции против диктатора Порфирио Диаса. Президентские выборы 1910 года стали фиктивными, когда Диас арестовал и заключил в тюрьму своего оппонента Франциско И. Мадеро. Мадеро бежал и объявил План Сан-Луис-Потоси, признав выборы недействительными и призывая мексиканцев поднять оружие против правительства. Город по праву является колыбелью современной мексиканской демократии.
Сегодня центр города является памятником федерального значения  и представляет собой комплекс площадей и колониальной архитектуры. Центральная площадь «Пласа де Армас» (исп. Plaza de Armas, рус. Оружейная площадь) является местом расположения кафедрального собора и дворца губернатора (1770 г.). Рядом с ним находится храм «Нуэстра Сеньора дель Кармен» (исп. Templo de Nuestra Señora del Carmen, рус. Храм Богоматери на горе Кармель) с яркими покрытыми плиткой куполами и знаменитыми алтарями, который считается одним из лучших соборов в Мексике. Кроме того, в Сан-Луисе находится арена для боя быков «Фермин Ривера»(исп. Plaza de Toros Fermin Rivera).
Вне центра города начал развиваться современный промышленный район.
В городе расположен Автономный университет Сан-Луис-Потоси (исп. Universidad Autónoma de San Luis Potosí, UASLP)). Появившийся на базе иезуитского колледжа, основанного в 1624 году, Научно-литературный институт (исп. Instituto Científico y Literario)) получил статус университета в 1923 году и признан одним из лучших университетов Латинской Америки.

### Современность
С населением примерно в один миллион жителей, Сан-Луис-Потоси является двенадцатой по величине городской агломерацией в Мексике. Город является крупным коммерческим и промышленным центром. Он расположен в экономически выгодной зоне в самом сердце «треугольника», образованного тремя крупнейшими городами Мексики: Мехико, Гвадалахара и Монтеррей.
В последние годы город привлек внимание европейских и американских инвесторов; его политическая, социальная и экономическая стабильность убедила крупные международные компании занять позиции и приобрести землю на окраине города.
Недавно, согласно опросу, проведенному журналом The Investor, Сан-Луис-Потоси и его агломерация были признаны третьим лучшим местом для проживания в Мексике.
Город обслуживает международный аэропорт имени П. Арриаги (исп. Aeropuerto Internacional Ponciano Arriaga), который расположен в 17 км от центра города.

## География и климат
Сан-Луис-Потоси имеет холодный полупустынный климат (BSk) по классификации Кёппена. Высокое расположение города означает, что он испытывает всего несколько особенно жарких дней в году. Хотя климат имеет заметно более прохладные (январь и февраль) и более теплые периоды (апрель и май) в году, температура относительно постоянна в течение всего года. Сан-Луис-Потоси в среднем получает 392,1 мм (15,44 дюйма) осадков ежегодно, преимущественно с мая по октябрь. Снегопады являются редким явлением в центре города, хотя нередки сообщения о заморозках и небольшом снеге зимой на окраинах города и на самых высоких участках области Сан-Луис-Потоси.
Последние зафиксированные снегопады произошли в январе 1967 года, 13 декабря 1997 года, в декабре 2011 года, в марте 2016 года и 8 декабря 2017 года.
| Показатель                                                                      | Янв.  | Фев.  | Март  | Апр.  | Май   | Июнь  | Июль  | Авг.  | Сен.  | Окт.  | Нояб. | Дек.  | Год    |
| ------------------------------------------------------------------------------- | ----- | ----- | ----- | ----- | ----- | ----- | ----- | ----- | ----- | ----- | ----- | ----- | ------ |
| Абсолютный максимум, °C                                                         | 35,0  | 32,0  | 34,0  | 35,0  | 37,0  | 37,0  | 34,5  | 32,5  | 32,5  | 32,0  | 31,0  | 29,5  | 37,0   |
| Средний суточный максимум, °C                                                   | 20,6  | 22,5  | 25,4  | 27,7  | 28,4  | 26,7  | 24,8  | 25,0  | 23,8  | 23,2  | 22,4  | 20,7  | 24,3   |
| Средняя температура, °C                                                         | 13,0  | 14,7  | 17,4  | 19,8  | 21,0  | 20,4  | 19,1  | 19,2  | 18,3  | 17,0  | 15,3  | 13,6  | 17,4   |
| Средний суточный минимум, °C                                                    | 5,5   | 6,8   | 9,3   | 11,9  | 13,7  | 14,1  | 13,4  | 13,4  | 12,9  | 10,8  | 8,2   | 6,4   | 10,5   |
| Абсолютный минимум, °C                                                          | −8    | −6,5  | −3    | −1    | 1,0   | 6,0   | 1,5   | 7,0   | 1,0   | 0,7   | −3    | −11   | −11    |
| Среднее число солнечных часов в месяц                                           | 215,7 | 229,0 | 268,8 | 258,6 | 284,2 | 260,3 | 244,4 | 251,6 | 193,5 | 219,8 | 227,3 | 218,5 | 2871,7 |
| Норма осадков, мм                                                               | 13,6  | 7,9   | 6,4   | 19,6  | 38,2  | 64,3  | 66,6  | 58,6  | 65,2  | 30,7  | 11,2  | 9,8   | 392,1  |
| Средняя влажность, %                                                            | 58,6  | 53,2  | 45,6  | 46,9  | 53,2  | 62,0  | 67,9  | 66,9  | 70,2  | 66,7  | 61,5  | 59,7  | 59,4   |
| Источник: Национальная метеорологическая служба Норма за период 1981—2010 годов |       |       |       |       |       |       |       |       |       |       |       |       |        |

## Местная кухня
Потосинос (как называют жителей города) гордятся своими яркими оранжевыми местными пирожками «энчиладас потосинас» (исп. enchiladas potosinas), которые часто подаются с обжаренными фасолевыми бобами и гуакамоле.
Рядом с городом находится городок Санта-Мария-дель-Рио, который обеспечивает штат минеральной водой «Агуа де Лурдес» (исп. Agua de Lourdes). Эта вода заполняет прилавки магазинов и входит во многие местные коктейли, а потосинос утверждают, что эта вода способна излечить похмелье.

## Коммерция и транспорт
В городе действуют различные сети супермаркетов, такие как H-E-B, Commercial Mexicana, Costco, Walmex (Wal-mart, Sam's Club, Superama, Vips, Bodega Aurrera и Suburbia), Chedraui и The Home Depot.
Основными торговыми центрами города являются Plaza Tangamanga, Plaza el Dorado, Plaza Sendero, Plaza Citadella и Plaza San Luis.
В городе также работают различные банки, такие как BBVA Bancomer, Banamex, HSBC, Banorte, Santander-Serfin, Actinver, Scotiabank-Inverlat и BanRegio.
Транспорт в городе представлен системой, основанной на городских автобусах, которые перемещаются по всей агломерации. Кроме того, в городе действует большое количество такси.
Международный аэропорт имени Понсиано Арриаги (исп. Aeropuerto Internacional Ponciano Arriaga) является главной воздушной точкой города. Он расположен примерно в 17 км (11 миль) от центра города и является самым важным воздушным терминалом штата.

## Высшее образование и научные исследования
Эти учебные заведения предлагают степени на уровне бакалавра:
- Колледж Сан-Луиса (исп. El Colegio de San Luis)
- Потосинский институт научных и технологических исследований (исп. Instituto Potosino de Investigación Científica y Tecnológica, A.C. (IPICYT))
- Технологический институт Сан-Луис-Потоси  (исп. Instituto Tecnologico de San Luis Potosí (ITSLP))
- Монтеррейский институт технологий и высшего образования - кампус Сан-Луиса (исп. Instituto Tecnologico y de Estudios Superiores de Monterrey - Campus San Luis (ITESM))
- Политехнический университет Сан-Луис-Потоси (исп. Polytechnic University of San Luis Potosí)
- Автономный университет Сан-Луис-Потоси (исп. Universidad Autonoma de San Luis Potosí (UASLP))
- Университет Центральной Мексики (исп. Universidad del Centro de Mexico (UCEM))
- Университет Куаутемок - Кампус Сан-Луис-Потоси (исп. Universidad Cuauhtemoc - Campus San Luis Potosí)
- Межамериканский университет Севера - кампус Сан-Луиса (исп. Universidad Interamericana del Norte - Campus San Luis)
- Межамериканский университет развития - Кампус Сан-Луиса (исп. Universidad Interamericana para el Desarrollo - Campus San Luis)
- Университет Марист - кампус Сан-Луис-Потоси (исп. Universidad Marista - Campus San Luis Potosí)
- Национальный педагогический университет - кампус Сан-Луис-Потоси (исп. Universidad Pedagogica Nacional - Campus San Luis Potosí)
- Политехнический университет Сан-Луис-Потоси (исп. Universidad Politécnica de San Luis Potosí (UPSLP))
- Потосинский университет (исп. Universidad Potosina)
- Университет Тангаманга (исп. Universidad Tangamanga)
- Технический университет Миллениум (исп. Universidad Tec Milenio)
- Технологический университет Сан-Луис-Потоси (исп. Universidad Tecnológica de San Luis Potosí)

Потосинский институт научных и технологических исследований, Автономный университет Сан-Луис-Потоси и Колледж Сан-Луиса также являются исследовательскими институтами мирового класса, которые предлагают докторские степени.

## Города-побратимы
Сан-Луис-Потоси имеет следующие города-побратимы в Мексике и за рубежом:
- Спокан, штат Вашингтон, США
- Талса, штат Оклахома, США
- Пико-Ривера, штат Калифорния, США
- Сент-Луис, штат Миссури, США
- Фарр, штат Техас, США
- Альмаден, Испания
- Сантандер, Кантабрия, Испания
- Сан-Хуан-де-лес-Абадессес, Испания
- Потоси, Боливия
- Гвадалахара, Халиско, Мексика
- Агуаскальентес, Агуаскальентес, Мексика
- Гуадалупе, Мексика
- Сакатекас, Мексика
- Запотлан-эль-Гранде, Халиско, Мексика

## Фестивали и праздники
«Похоронный Хор» (исп. Procesión del Silencio en San Luis Potosí, рус. Процессия Тишины) — ежегодное событие, посвященное страданию и смерти Иисуса Христа. Оно происходит в ночь Страстной пятницы, начинаясь у храма дель Кармен, откуда идет по улицам исторического центра города. Во время процессии звучат барабаны и трубы, но участники и зрители не разговаривают, что объясняет название мероприятия.  Это одно из самых важных празднеств Великого Поста в Мексике и было признано частью культурного наследия штата Сан-Луис-Потоси в 2013 году.

## Известные уроженцы
- Франсиско Гонсалес Боканегра (1824—1861) — мексиканский поэт, автор слов государственного гимна Мексики.
- Мишель Росалес[англ.] (род. 1983) — мексиканский боксёр.